# Кам'янка (зупинний пункт, Донецька залізниця)
Ка́м'янка — пасажирський залізничний зупинний пункт Лиманської дирекції Донецької залізниці.
Розташований поблизу села Кам'янка Волноваського району Донецької області на лінії Маріуполь-Порт — Волноваха між станціями Кальчик (14 км) та Карань (8 км).
На платформі зупиняються приміські електропоїзди.